# Winchita
La winchita és un mineral de la classe dels silicats, que pertany al grup del nom arrel winchita. Anomenada així per Howard J. Winch, geòleg britànic i químic de la pedrera Kajlidongri, qui va descobrir el mineral.

## Característiques
La winchita és un silicat de fórmula química ☐{CaNa}{Mg₄Al}(Si₈O22)(OH)₂.
Cristal·litza en el sistema monoclínic. La seva duresa a l'escala de Mohs és 5,5.
Segons la classificació de Nickel-Strunz, la winchita pertany a «09.DE - Inosilicats amb 2 cadenes dobles periòdiques, Si₄O11; clinoamfíbols» juntament amb els següents minerals: antofil·lita, cummingtonita, clinoholmquistita, grunerita, manganogrunerita, permanganogrunerita, ferrofluoropedrizita, ferrifluoroleakeïta, actinolita, ferritschermakita, ferroactinolita, ferrohornblenda, ferrotschermakita, joesmithita, magnesiohornblenda, tremolita, tschermakita, cannilloïta, fluorcannilloïta, parvomanganotremolita, fluorotremolita, potassicfluoropargasita, edenita, ferroedenita, ferrokaersutita, ferropargasita, hastingsita, kaersutita, magnesiohastingsita, pargasita, sadanagaïta, fluoroedenita, potassicferroferrisadanagaïta, potassicsadanagaïta, potassicpargasita, potassicferrosadanagaïta, magnesiofluorohastingsita, potassicfluorohastingsita, potassicclorohastingsita, fluoropargasita, parvomanganoedenita, potassiccloropargasita, potassicferrocloroedenita, potassicmagnesiohastingsita, potassicferropargasita, cromiopargasita, ferro-taramita, barroisita, ferroferribarroisita, ferroferriwinchita, ferribarroisita, ferroferritaramita, ferroferricatoforita, ferrobarroisita, ferrorichterita, ferrowinchita, ferrokatophorita, ferritaramita, magnesiotaramita, richterita, manganocummingtonita, taramita, fluororichterita, katophorita, potassicfluororichterita, potassicrichterita, ferrighoseïta, ferriwinchita, fluorotaramita, arfvedsonita, eckermannita, ferroeckermannita, ferroglaucòfan, glaucòfan, potassicmanganileakeïta, manganoarfvedsonita, ferrileakeïta, magnesioriebeckita, magnesioarfvedsonita, nyboïta, riebeckita, manganomanganiungarettiïta, ferroferrinyboïta, clinoferroferriholmquistita, ferrinyboïta, ferroferrileakeïta, ferroferrifluoroleakeïta, sodicferriclinoferroholmquistita, magnesiofluoroarfvedsonita, ferripedrizita, potassicferrileakeïta, fluoronyboïta, manganidellaventuraïta, fluoropedrizita, potassicarfvedsonita, ferriobertiïta, potassicmagnesiofluoroarfvedsonita, ferroferripedrizita, potassicmagnesioarfvedsonita, pedrizita, ferropedrizita, fluoroleakeïta i ferroferriobertiïta.

## Estructura cristal·lina
Els minerals del grup de la winchita són amfíbols de sodi i calci amb A(Na+K+2Ca)<0,5 i amb C(Al+Fe3++2Ti)<1,5; la posició W pot contenir hidròxid, fluor i clor. En el cas de la winchita, la posició C2+ és dominada per magnesi; la C3+ per alumini, i la W per hidròxid.

## Formació i jaciments
La pedrera o mina Kajlidongri, a Madhya Pradesh (Índia), es considera generalment com a localitat tipus, però el mineral trobat allà correspon realment a la ferrowinchita (o com a mínim la seva composició). La winchita es troba en esquists en dipòsits de manganès de baix grau metamòrfic; en metabasalts de les fàcies jadeïta-glaucòfan i amfibolita-eclogita; en cherts manganífers de fàcies d'esquists blaus. S'ha descrit associada a calcita, microclina, diòpsid, plagiòclasi, apatita, tremolita (mina Kajlidongri, Índia); omfacita, granat, rútil, quars, actinolita, epidota, albita, titanita, apatita (Illa Margarita, Veneçuela); actinolita, glaucòfan, albita, quars (Califòrnia, EUA).